# Heringshaie
Die Heringshaie (Lamna) sind eine Gattung der Makrelenhaie (Lamnidae) und damit der Haie (Selachii). Der Name Lamna kommt aus dem griechischen und bedeutet gieriger, gefräßiger Fisch oder Hai. Abgeleitet ist der Name von laimós, was sowohl Monster bedeutet, das Kinder verschlingt, als auch Vielfraß (bezogen auf die Hässlichkeit und das große Maul). In der Griechischen Mythologie ist Lamia die kinderfressende Tochter des Belos, Enkelin des Gottes Poseidon und der Libya. Ironischerweise sind die beiden Heringshaie, anders als der zur Familie Lamnidae gehörende Weiße Hai, eher weniger durchsetzungsfähige Makrelenhaie.

## Merkmale
Heringshaie sind sehr kräftige Haie mit sehr stumpf konischer bis spitz konischer Schnauze und großen Augen. Adulte Tiere können eine Körperlänge von 1,5 bis mindestens 3,1 m erreichen. Die 49 bis 60 glattkantigen Zähne sind schmal und dick, ahlenförmig und bilden keine durchgehende Schneide. Die erste Rückenflosse (Dorsale) beginnt über oder direkt hinter den Ansätzen der Brustflossen (Pectorale), Die Afterflosse (Anale) beginnt etwa unterhalb des Beginns der zweiten Rückenflosse. Zusätzlich zu den Schwanzkielen sind kräftige sekundäre Kiele (secondary caudal keels) vorhanden. Dunkle Flecken am Ansatz der Brustflossen sind nicht vorhanden. Die Brustflossen haben auf den dem Bauch zugewandten Seiten manchmal dunkle Ränder die in die schwarzen Spitzen übergehen. Heringshaie haben insgesamt 150 bis 173 Wirbel.

## Verbreitung
Die beiden Arten kommen in kalten Gewässern an der Küste und fern der Küsten im offenen Ozean vor. Lamna ditropis lebt im Nordpazifik bei Japan, Korea, an der Pazifikküste von Russland (inklusive Ochotskisches Meer) bis zum Beringmeer und der östlichen Pazifikküste der USA und Kanada, möglicherweise auch bei Mexiko (nördliches Niederkalifornien). Lamna nasus kommt rund um den Globus (zirkumglobal) in gemäßigt temperierten Gewässern (amphitemperatural, nicht in den Tropen) mit Schwerpunkt im Nordatlantik und den gemäßigten Gewässern der südlichen Hemisphäre vor. In den Äquatorialmeeren fehlt er. In Europa lebt er in den nördlichen Meeren und im Mittelmeer. Beide Arten kommen selten in den südlichen Gewässern der Arktis vor, Lamna ditropis im Pazifik und Lamna nasus im Atlantik. Der Fang eines jungen männlichen Lamna ditropis im Jahr 2007 bestätigt die Verbreitung dieser Art nordwärts bis zur Beringstraße. Vorher gab es keine sicheren Nachweise von Lamna ditropis nördlich von etwa 60°N im Beringmeer.

## Lebensweise
Über Verhalten und Lebensweise der Heringshaie ist wenig bekannt, oft auch nur in Bezug zur Fischerei, bei der diese Haie häufig angetroffen werden. Die Tiere treten einzeln oder in Schwärmen auf, beim Fressen kommt es zu Ansammlungen mehrerer Individuen. Heringshaie sind ovovivipar, im Mutterleib kommt Gebärmutterkannibalismus (Oophagie) vor. Die Tragzeit kann bis zu neun Monate betragen und ein Wurf bis zu 5 Jungtiere hervorbringen.

## Arten
- Lachshai (Lamna ditropis  Hubbs & Follett, 1947)
- Heringshai (Lamna nasus  (Bonnaterre, 1788))